# Moms at War
Moms at War es una película de comedia dramática nigeriana de 2018 dirigida por Omoni Oboli, quien dice que se inspiró para protagonizar y dirigir la película debido a sus propias experiencias infantiles. Está protagonizada por Funke Akindele y Michelle Dede. La película es una colaboración entre Inkblot, Filmone y Dioni Visions.

## Sinopsis
Cuenta la historia de dos madres que compiten contra sí mismas para asegurar el éxito en la vida de sus hijos, en particular por un concurso de becas.

## Lanzamiento
Se estrenó en agosto de 2018 en los cines Filmhouse en Lekki, Lagos.